# Bunyawat-Wittayalai-Schule
Die Bunyawat-Wittayalai-Schule (thailändisch โรงเรียนบุญวาทย์วิทยาลัย, RTGS Rongrian Bunyawat Witthayalai) ist die größte Schule der Sekundarstufe in Lampang, Thailand. Sie wurde 1905 als erste öffentliche Schule in dieser Großstadt gegründet. Die vom damaligen Kronprinzen Vajiravudh (dem späteren König Rama VI.) eröffnete Schule trägt den Namen von Bunyawat Wongmanit, der der letzte Fürst von Lampang war. Viele thailändische Persönlichkeiten aus Politik, Kunst und Wissenschaft sind Absolventen dieser Schule, u. a. auch Siraphan Wattanajinda.
70 % des Unterrichts findet in englischer Sprache statt.